# Edo Komoriuta

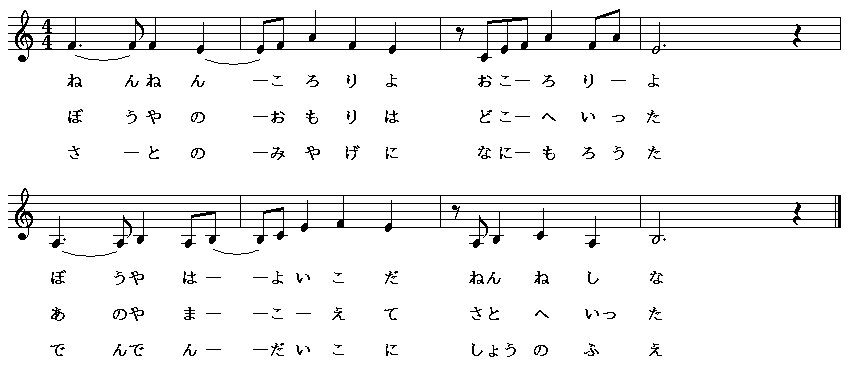
Notenblatt

Edo Komoriuta bzw. Edo no Komoriuta (japanisch 江戸(の)子守唄) ist ein japanisches Wiegenlied (komoriuta) aus Edo, dem alten Namen von Tokio (Hörprobeⓘ).
Das Lied stammt aus der Edo-Zeit und verbreitete sich von der Hauptstadt Edo über das ganze Land. Es gilt Ursprung der japanischen Wiegenlieder und es soll nach Angaben der Nihon Komoriuta Kyōkai (NPO法人日本子守唄協会, NPO hōjin ~, „NPO Japanische Wiegenliedergesellschaft“) landesweit etwa 3000 Varianten des Liedes geben.
2007 stellte das Amt für kulturelle Angelegenheiten in Zusammenarbeit mit dem Dachverband der Elternvertretungen (日本PTA全国協議会, Nihon PTA Zenkoku Kyōgikai) eine Auswahl von 100 Liedern zusammen, die von Kindern und Eltern gesungen werden. Darin wurde das Edo Komoriuta auf Platz 15 aufgenommen.

## Text
Auf Grund seiner Natur als traditionelles Volkslied, gibt es eine Vielzahl an Textvariationen. Eine aus der Präfektur Tokio ist die folgende:
| Japanisch | Transkription | Übersetzung |
| --- | --- | --- |
| ねんねんころりよ おころりよ 坊やはよい子だ ねんねしな ねんねのおもりは どこへ行た あの山こえて 里へ行た 里のみやげに なにもろた でんでん太鼓に 笙の笛 起きゃあがり小法師に 振り鼓 | Nennen korori yo, okorori yo. Bōya wa yoi ko da, nenne shina. Nenne no omori wa, doko e itta. Ano yama koete, sato e itta. Sato no miyage ni, nani morota. Denden daiko ni, shō no fue. Okyāgari koboshi ni, furi tsuzumi. Okyāgari koboshi ni, furi tsuzumi. | Schlaf, Kindlein, schlaf! Du bist ein gutes Kind, so schlaf. Wo ist das Kindermädchen hingegangen? Hinter den Bergen, in die Heimat ging sie. Was wirst du als Geschenk aus ihrer Heimat bekommen? Eine Spielzeugtrommel und eine Flöte. Ein Stehaufmännchen und eine Rasseltrommel. Ein Stehaufmännchen und eine Rasseltrommel. |